# Comedia-ballet

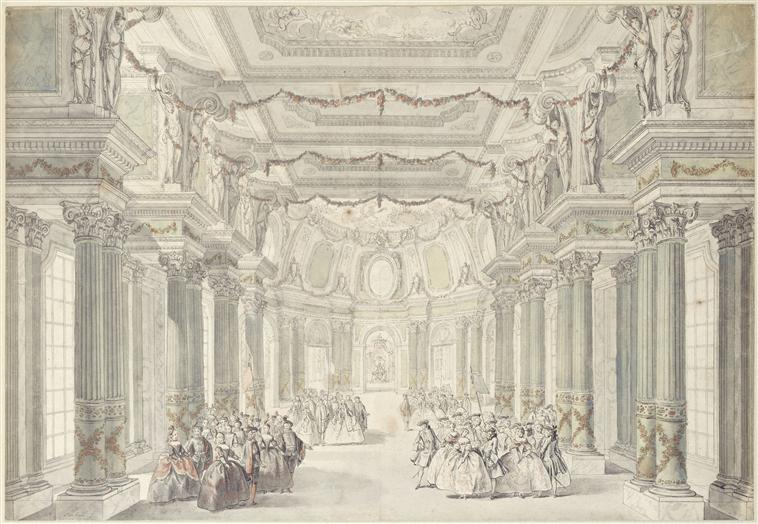
Representación de la comedia-ballet de "La Princesse de Navarre" dada en la sala de espectáculos instalada en la escuela de equitación de la Grande-Ecurie de Versailles con motivo del matrimonio del Delfín Luis (hijo de Luis XV) con la Infanta María -Thérèse-Raphaëlle de España el 23 de febrero de 1745. Ballet de Jean-Philippe Rameau.

La gran comedia-ballet es un drama, musical y coreográfico creado por Molière para su obra Les Fâcheux. Mezclando música y danza en una acción única —al contrario de la ópera-ballet que concedía más importancia a la composición—, la comedia-ballet se basa en sucesos contemporáneos y muestra a personajes comunes de la vida cotidiana. El matrimonio era, a menudo, el tema central.
El trío formado por Molière, Lully y Pierre Beauchamp fue el responsable de una media docena de obras de este género, precedente del actual musical. Tras el fallecimiento del compositor Lully en 1687, el género fue perdiendo fuerza hasta desaparecer del todo. No obstante, casi un siglo más tarde, otro gran músico francés, Jean-Philippe Rameau, aún componía en esta forma alguna de sus obras. 

## Comedias-ballet[2]
| Fecha | Obra                               | Coreografía      | Música                   | Dramaturgo                       |
| ----- | ---------------------------------- | ---------------- | ------------------------ | -------------------------------- |
| 1661  | Les Fâcheux                        | Pierre Beauchamp | Jean-Baptiste Lully      | Jean-Baptiste Poquelin (Molière) |
| 1664  | Le Mariage forcé                   | Pierre Beauchamp | Jean-Baptiste Lully      | Jean-Baptiste Poquelin (Molière) |
| 1665  | L'Amour médecin                    | Pierre Beauchamp | Jean-Baptiste Lully      | Jean-Baptiste Poquelin (Molière) |
| 1668  | George Dandin                      | Pierre Beauchamp | Jean-Baptiste Lully      | Jean-Baptiste Poquelin (Molière) |
| 1669  | Monsieur de Pourceaugnac           | Pierre Beauchamp | Jean-Baptiste Lully      | Jean-Baptiste Poquelin (Molière) |
| 1670  | Les Amants magnifiques             | Pierre Beauchamp | Jean-Baptiste Lully      | Jean-Baptiste Poquelin (Molière) |
| 1670  | Le Bourgeois gentilhomme           | Pierre Beauchamp | Jean-Baptiste Lully      | Jean-Baptiste Poquelin (Molière) |
| 1672  | Le Mariage forcé (segunda edición) | Pierre Beauchamp | Marc-Antoine Charpentier | Jean-Baptiste Poquelin (Molière) |
| 1673  | Le Malade imaginaire               | Pierre Beauchamp | Marc-Antoine Charpentier | Jean-Baptiste Poquelin (Molière) |
| 1679  | Le Sicilien                        |                  | Marc-Antoine Charpentier | Jean-Baptiste Poquelin (Molière) |
| 1744  | La Princesse de Navarre            |                  | Jean-Philippe Rameau     | François Marie Arouet (Voltaire) |